# Duguetia latifolia
Duguetia latifolia R.E.Fr. – gatunek rośliny z rodziny flaszowcowatych (Annonaceae Juss.). Występuje naturalnie w północnym Peru, południowo-wschodniej części Kolumbii, południowej Wenezueli oraz w Brazylii (w stanach Acre, Amazonas, Pará i Roraima). 

## Morfologia
PokrójZimozielone drzewo dorastające do 10 m wysokości.
LiścieMają lancetowaty kształt. Mierzą 30–40 cm długości oraz 8–12 cm szerokości. Nasada liścia jest rozwarta. Blaszka liściowa jest całobrzega o spiczastym wierzchołku.
KwiatySą pojedyncze, rozwijają się w kątach pędów. Działki kielicha mają owalny kształt i dorastają do 10 mm długości. Płatki mają łyżeczkowaty kształt i osiągają do 15–18 mm długości.
OwocePojedyncze. Mają elipsoidalny kształt. Osiągają 10 mm długości.